# Лига геев Литвы
Лига геев Литвы (лит. Lietuvos gėjų lyga) — национальная ассоциация по защите прав лесбиянок, геев, бисексуалов и транссексуалов (ЛГБТ), единственная негосударственная организация в Литве, которая исключительно представляет интересы местного ЛГБТ сообщества. Ассоциация ЛГЛ основана 3 декабря 1993 года и является одной из самых стабильных и старых организаций в сфере прав человека в стране. Основной принцип, характеризующий деятельность ассоциации, является принцип независимости от каких-либо политических или финансовых интересов с целью достижения эффективной социальной интеграции местного ЛГБТ-сообщества в Литве. Основываясь на своем двадцатилетнем опыте в сфере адвокации, повышении видимости и работы с ЛГБТ сообществом, ЛГЛ стремится к последовательному прогрессу в области прав человека для ЛГБТ людей.

## Описание
На данный момент команда ЛГЛ состоит из 5 членов совета, 7 сотрудников, 2 международных волонтеров (принимают участие в деятельности организации в рамках Европейской Службы Добровольцев) и более чем 20 местных и международных добровольцев. ЛГЛ команда является динамичной и всегда открыта для новых членов, идей и проектов. Не только члены ЛГБТ*-сообщества участвуют в деятельность организации.
Офис ассоциации ЛГЛ находится на Пилимо ул. 21 в Вильнюсе. Это пространство является местом реализация разных проектов ЛГЛ, организации разных встреч и постоянно приглашает членов местного ЛГБТ*-сообщества и их сторонников для участия в различных мероприятиях. В офисе ЛГЛ так же действует единственный ЛГБТ*-центр в стране. В центре есть библиотека, в которой можно найти книги посвященные ЛГБТ тематике; так же есть доступ к интернету. Организация всегда ждет заинтересованных людей встретится в ЛГБТ*-центре и выпить чашку кофе или чая, а также узнать больше об ассоциации ЛГЛ и о ситуации ЛГБТ* людей в Литве.
Ассоциация ЛГЛ является членом Национального Форума Равенства и Разнообразия (НФРР, www.nlif.lt) и Кампании за права человека (HRC). ЛГЛ также принимает участие в международном сотрудничестве в рамках международных зонтичных организаций, такие как Международная ассоциация лесбиянок, геев, бисексуалов, трансгендеров и интерсексуалов (ILGA), Международная ассоциация лесбиянок, геев, бисексуалов, трансгендеров, квир-молодежи и студентов (IGLYO), Европейская Ассоциация Организаторов Прайд Парадов (EPOA) и Европейская сеть трансгендеров (TGEU). Стратегические цели ЛГЛ могут быть достигнуты только путем позиционирования вопросов прав ЛГБТ* людей в рамках более широкого дискурса прав человека, поэтому ЛГЛ активно поддерживает различные инициативы как на национальном, так и на международном уровнях.

## Деятельность
Основными направлениями деятельности организации являются: 1) Осуществлять контроль за принятием международных обязательств в области прав человека в отношение ЛГБТ* лиц в Литовской Республике, 2) Остановить гомо-, би- и трансфобные законодательные инициативы и содействовать принятию ЛГБТ* инклюзивных законов и 3) Искоренить институциональную дискриминацию в отношении ЛГБТ * лиц.
ЛГЛ активно работает во многих областях, затрагивающих различные аспекты ЛГБТ* людей в Литве. Свобода слова связана с Литовским законом «пропаганды гомосексуальности», который оспаривается через разные кампании по повышению осведомленности и дополняя публичные обсуждения об ЛГБТ* людях положительной информацией. Право на мирные демонстрации осуществляется путем организации крупномасштабных мероприятий для повышения осведомленности общества, такие как Rainbow Days (Дни Радуги) (интернациональный день против гомофобии, трансфобии и бифобии) и Baltic Pride фестиваль (который проходит в Литве каждые 3 года). Работа с сообществом обеспечивается через сегмент волонтерства в рамках деятельности организации и через организацию разных конференций, семинаров и других культурных мероприятий для местных членов сообщества. Превентивные стратегии против гомофобных и трансфобия преступлений на почве ненависти осуществляются посредством мониторинга и документирования инцидентов на почве ненависти, подготовки сотрудников правоохранительных органов и повышения осведомленности среди сообщества. Так же поддерживая свидетелей и жертв преступлений на почве ненависти. И, наконец, защита интересов на международном уровне осуществляется посредством представления теневых докладов для международных организации по защите прав человека, выпуск информационной рассылки для почти 6000 международных подписчиков, и участвуя в деятельностях региональных ЛГБТ* сообществ.

## История
После того как Литва стала независимой, в 1993 году было декриминализированы добровольные сексуальные отношения между мужчинами. До внесения поправок в Уголовный кодекс в 1993, такие отношения карались многолетним тюремным заключением. Однако, несмотря на прогресс «литовские гомосексуалы все ещё жили в подполье, не в состояние быть самими собой, подвергаясь стигматизации подвергаются стигматизации в средствах массовой информации в качестве распространителей ВИЧ инфекции». Для борьбы с такой дискриминацией, В. Симонко и Э. Платов открыли клуб «Амстердам» в 1993 и начали выпускать одноименную газету в 1994. В апреле 1994 года они организовали первую международную конференцию Ассоциации Лесбиянок и Геев (ILGA) в Восточной Европе, которая прошла в Литовском городе Паланге. Эта конференция была особенно важна т.к являлась первой такого рода конференцией проходящей в пост-советском государстве. Симонко и Платов официально основали Литовскую Лигу Геев (LGL) в 1995 году и с того времени она является единственной организацией в Литве, которая исключительно борется за продвижение прав ЛГБТ* людей.